# Eusceptis melanogramma
Eusceptis melanogramma là một loài bướm đêm trong họ Noctuidae.